# Axel Bertram
Pour les articles homonymes, voir Bertram.
Axel Bertram (né le 26 mars 1936 à Dresde et mort le 16 mars 2019 à Berlin) est un designer, dessinateur, graphiste et typographe allemand.

## Biographie
De 1955 à 1960, Axel Bertram a étudié le graphisme publicitaire à l'École supérieure d'arts appliqués de Berlin-Weißensee avec Klaus Wittkugel et Werner Klemke. Il a co-fondé en 1960 l’atelier « Gruppe 4 » dont il est resté associé jusqu’en 1972. Il a été professeur d’art de 1977 à 1992 à l’école des Beaux-Arts et Arts appliqués de Berlin-Weissensee (Kunsthochschule Berlin) où il avait fait ses études.
Axel Bertram a conçu le logo pour le théâtre Metropol (Metropol-Theater) de Berlin.
Il a également conçu les gravures de nombreux timbres et pièces de monnaie allemandes (RDA et RFA). 
- Pièces de circulation courante : 
  - 20 pfennig (RDA)
  - 5 mark (RDA) avec la porte de Brandebourg
- Pièces commémoratives : 
  - 10 mark (RDA) (1966) pour le 125e anniversaire de la mort de Karl Friedrich Schinkel
  - 10 mark (RDA) (1973) Bertolt Brecht
  - 10 euro (2006) pour le 225e anniversaire de la naissance de Karl Friedrich Schinkel.

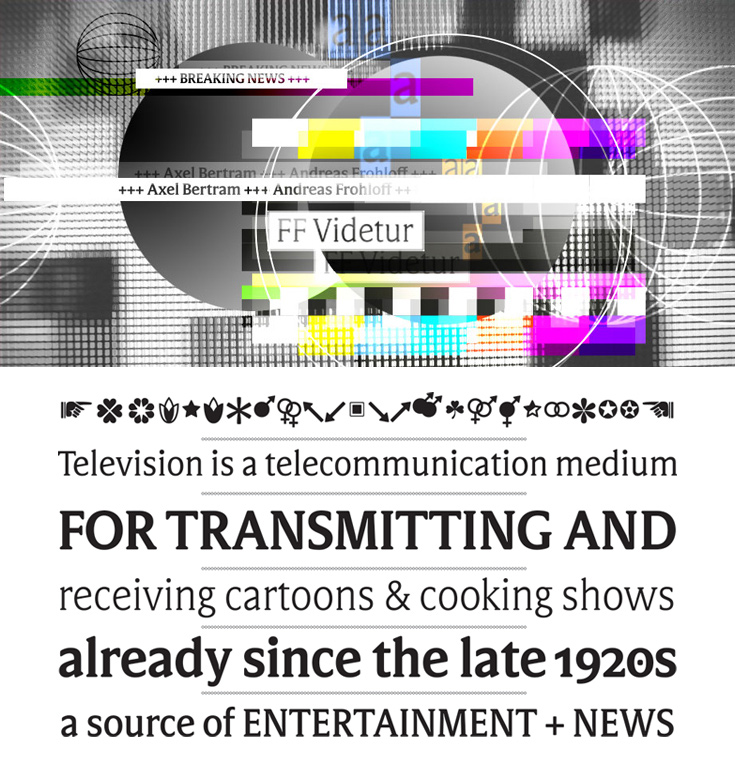
Police Videtur redessinée (2012).

Il a aussi dessiné de nombreuses polices de caractères, dont Videtur (à partir de la police écran qu’il avait créée pour la télévision est-allemande) et Rabenau (anciennement Lucinde), toutes deux avec la collaboration d’Andreas Frohloff. 
Il a rédigé de nombreux articles sur le graphisme et une histoire culturelle de l’écriture latine :
- Das wohltemperierte Alphabet (2004).